# Arnoglossus imperialis
Arnoglossus imperialis là loài cá thân bẹt thuộc họ cá bơn mắt trái Bothidae. Nó xuất hiện ở phía đông Đại Tây Dương từ Scotland phía nam đến Namibia, kéo dài sang phía tây Địa Trung Hải. Loài sinh vật đáy này đôi khi được đánh bắt bằng cách khai thác nhưng ít được những người ngư dân quan tâm.

## Mô tả
Arnoglossus imperialis là loài cá thân bẹt có mỏ ngắn, ngắn hơn đường kính mắt. Đôi mắt được ngăn cách bởi một dãy xương với mắt dưới hơi nằm phía trước mắt trên. Nó có 95-106 tia vây ở vây lưng và 74-82 tia vây ở vây hậu môn, con đực có tia vây lưng thứ hai đến thứ sáu kéo dài và dày lên, và ở con cái là từ tia vây thứ hai đến thứ năm. Cơ quan đường bên có 51-66 vảy và đường cong phía trên vây ngực. Vùng quanh mắt có màu xám hoặc hơi nâu với các đốm đen, không đều;có một số đốm nhỏ hoặc đốm trên vây và ở con đực có một đốm đen riêng biệt ở phần sau của vây bụng;ở con cái, điểm này nhạt hơn và thường không rõ ràng. Chúng trưởng thành đạt chiều dài đến chiều dài tiêu chuẩn khoảng 25 cm.

## Phân bố loài
Arnoglossus imperialis sinh sống dọc theo phần lớn phía đông Đại Tây Dương từ Scotland phía nam đến Namibia, bao gồm cả Azores. Loài cũng được tìm thấy ở Địa Trung Hải và Biển Đen.